# Biaora
Biaora ist eine Stadt im indischen Bundesstaat Madhya Pradesh.
Die Stadt ist Teil des Distrikts Rajgarh. Biaora hat den Status eines Municipal Councils. Die Stadt ist in 18 Wards gegliedert. Sie hatte am Stichtag der Volkszählung 2011 47.663 Einwohner. Die Alphabetisierungsrate liegt bei 80,17 % und damit über dem nationalen Durchschnitt.